# Неконкурентный антагонист
Термин «неконкурентный антагонизм» используется для описания двух разных феноменов: в одном случае неконкурентный антагонист связывается с ортостерическим участком связывания лигандов на рецепторе (то есть с тем же самым участком рецептора, с которым связывается физиологический агонист), а в другом случае он связывается с аллостерическим участком связывания лигандов на рецепторе (то есть другим, не тем же самым, с которым связывается физиологический агонист). И хотя механизм антагонистического действия различен в обоих случаях, они оба называются «неконкурентным антагонизмом», поскольку конечный результат воздействия антагониста в обоих случаях функционально очень похож. В отличие от конкурентных антагонистов, которые конкурируют с агонистами за занятость рецепторов и сдвигают кривую доза-эффект влево, влияя на количество агониста, необходимое для получения максимального физиологического ответа (чем больше доза или концентрация конкурентного антагониста, тем больше нужно агониста, чтобы вызвать тот же самый физиологический ответ), но никак не влияют на саму величину максимального физиологического ответа («вершину кривой доза-эффект»), неконкурентные антагонисты уменьшают величину максимального физиологического ответа, который может быть получен при любом сколь угодно большом количестве агониста. Это свойство и даёт им название «неконкурентные антагонисты», поскольку их эффект не может быть «уничтожен», обнулен или скомпенсирован увеличением количества агониста, сколь бы велико это увеличение ни было. В биологических системах, предназначенных для изучения влияния тех или иных антагонистов на рецепторы, неконкурентные антагонисты вызывают уменьшение «плато» (максимального значения кривой «доза агониста-эффект»), и, в некоторых случаях, также сдвиг кривой вправо. Сдвиг кривой вправо происходит вследствие наличия во многих биологических рецепторных системах так называемого «рецепторного резерва» («запасных рецепторов»), и ингибирование агонистического ответа под влиянием неконкурентного антагониста происходит только тогда, когда истощится (израсходуется) этот рецепторный резерв.
Антагонист, который связывается с активным сайтом рецептора, обычно оказывается и называется «неконкурентным», если связь между активным сайтом рецептора и антагонистом не ковалентная, но по тем или иным причинам очень прочная и трудно разрывается или вообще не разрывается в течение длительного времени (превышающего время эксперимента), что создаёт у исследователя или практического врача иллюзию необратимой инактивации рецептора. Однако такое использование термина не идеально и часто приводит к путанице, поскольку термин «труднообратимый конкурентный антагонизм» более удачен, лучше описывает сущность явления и не создаёт путаницы как с понятием «необратимый антагонизм» (подразумевающим ковалентную связь антагониста с рецептором и его необратимую порчу, требующую биосинтеза новых рецепторов взамен деградировавших), так и с вторым значением понятия «неконкурентный антагонизм», подразумевающим связывание антагониста с аллостерическим сайтом рецептора и обычно обратимую (хотя также иногда трудно обратимую или вовсе необратимую) аллостерическую модификацию его конфигурации таким образом, что в этой конфигурации предотвращается связывание агониста.
Второе значение термина «неконкурентный антагонист» относится к антагонистам, связывающимся с аллостерическим сайтом рецептора (то есть не с тем же самым сайтом, с которым связывается физиологический агонист). Эти антагонисты связываются с рецептором в ином месте, чем физиологический агонист, и оказывают своё действие на рецептор через этот сайт (называемый аллостерическим сайтом связывания рецептора). Поэтому они не конкурируют с агонистами за связывание с активным (ортостерическим) сайтом рецептора, и их эффективность не зависит поэтому от концентрации агониста в среде. Связавшийся с аллостерическим сайтом рецептора антагонист производит процесс, называемый «аллостерической модификацией рецептора» — а именно, в нашем случае (антагонизм) — предотвращает или снижает вероятность конформационных изменений рецептора, требуемых для его активации, при связывании агониста (то есть агонист — может свободно связываться с рецептором, но активации рецептора при этом не произойдёт или она существенно менее вероятна), или же меняет конфигурацию рецептора таким образом, что затрудняется или становится вообще невозможным связывание агониста (меняется конфигурация активного сайта рецептора). Так, например, циклотиазид оказался обратимым неконкурентным аллостерическим антагонистом метаботропного глутаматного рецептора подтипа 1 (mGluR1).